# Oecophylla smaragdina
Oecophylla smaragdina är en myrart som först beskrevs av Fabricius 1775.  Oecophylla smaragdina ingår i släktet Oecophylla och familjen myror.

## Underarter
Arten delas in i följande underarter:
- O. s. fuscoides
- O. s. gracilior
- O. s. gracillima
- O. s. selebensis
- O. s. smaragdina
- O. s. subnitida

## Bildgalleri

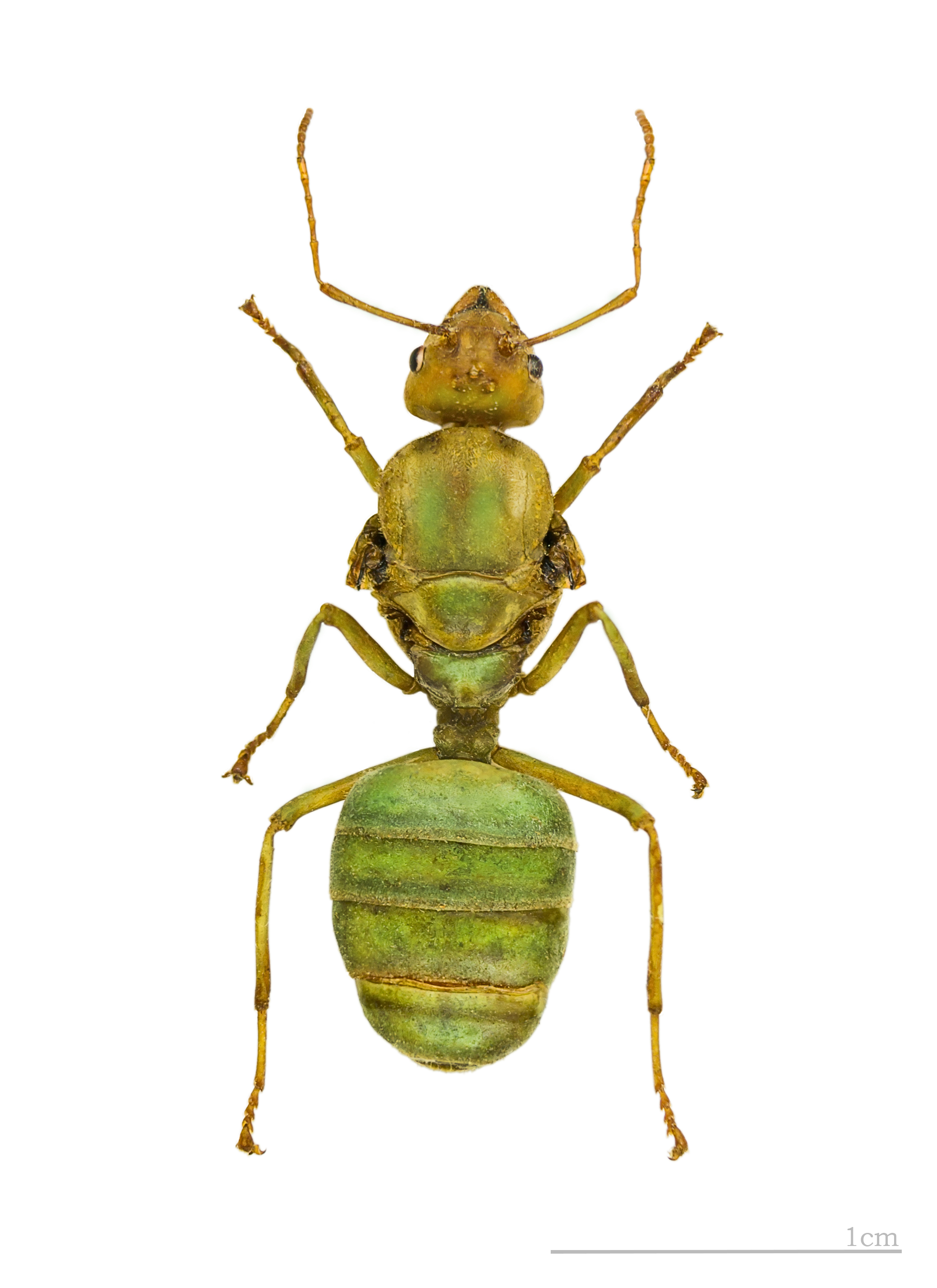
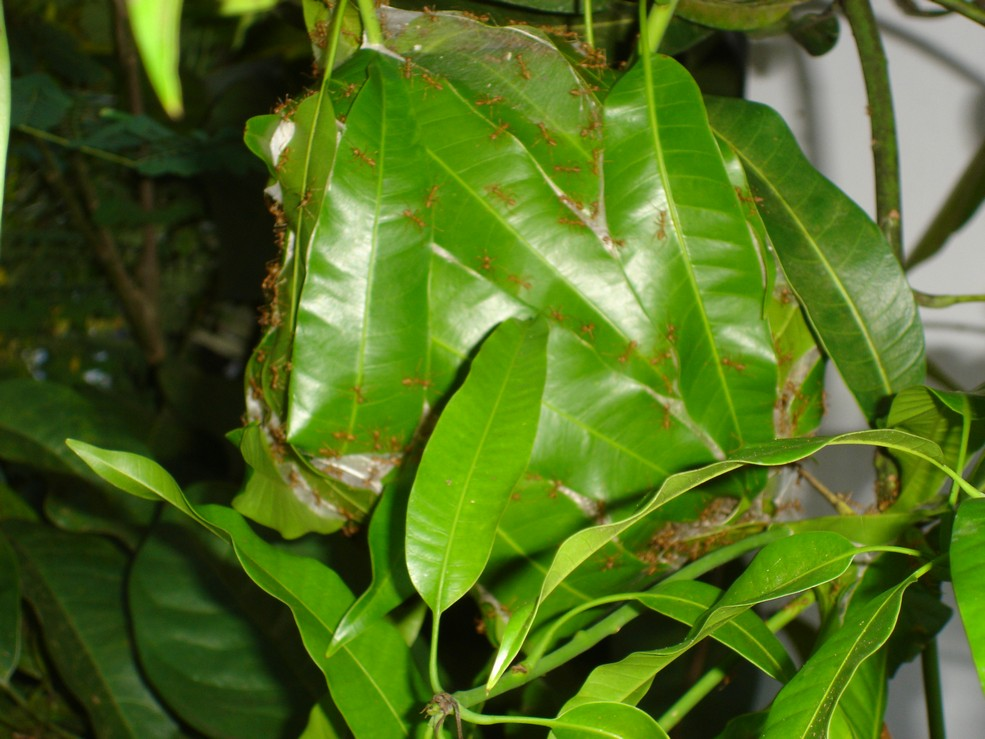
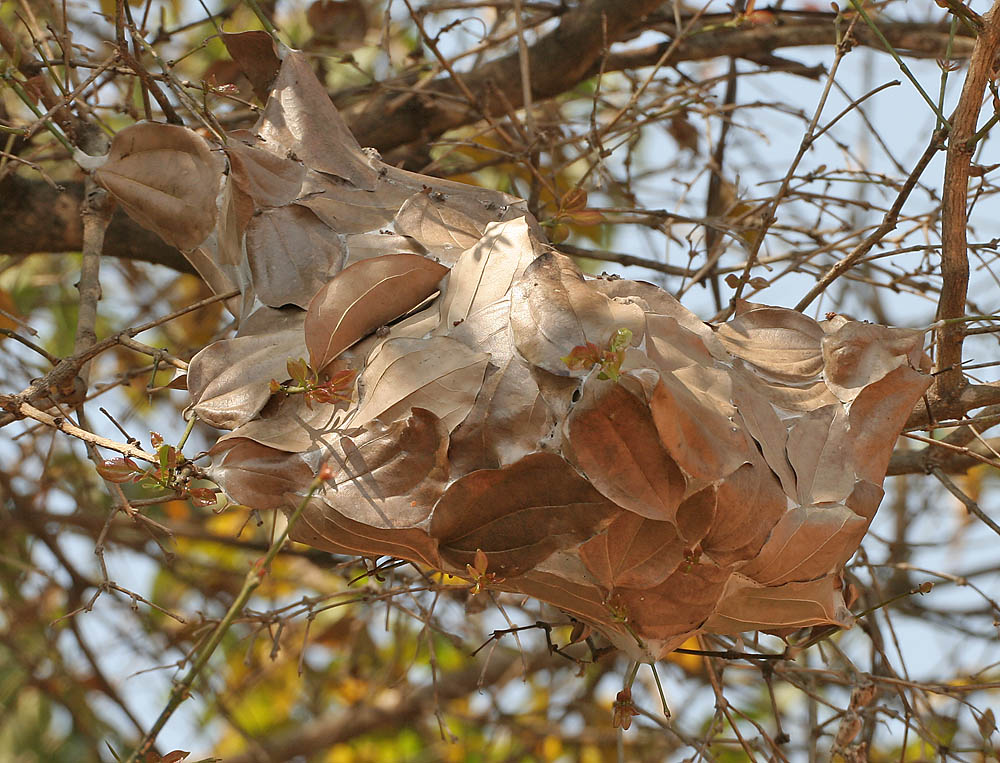
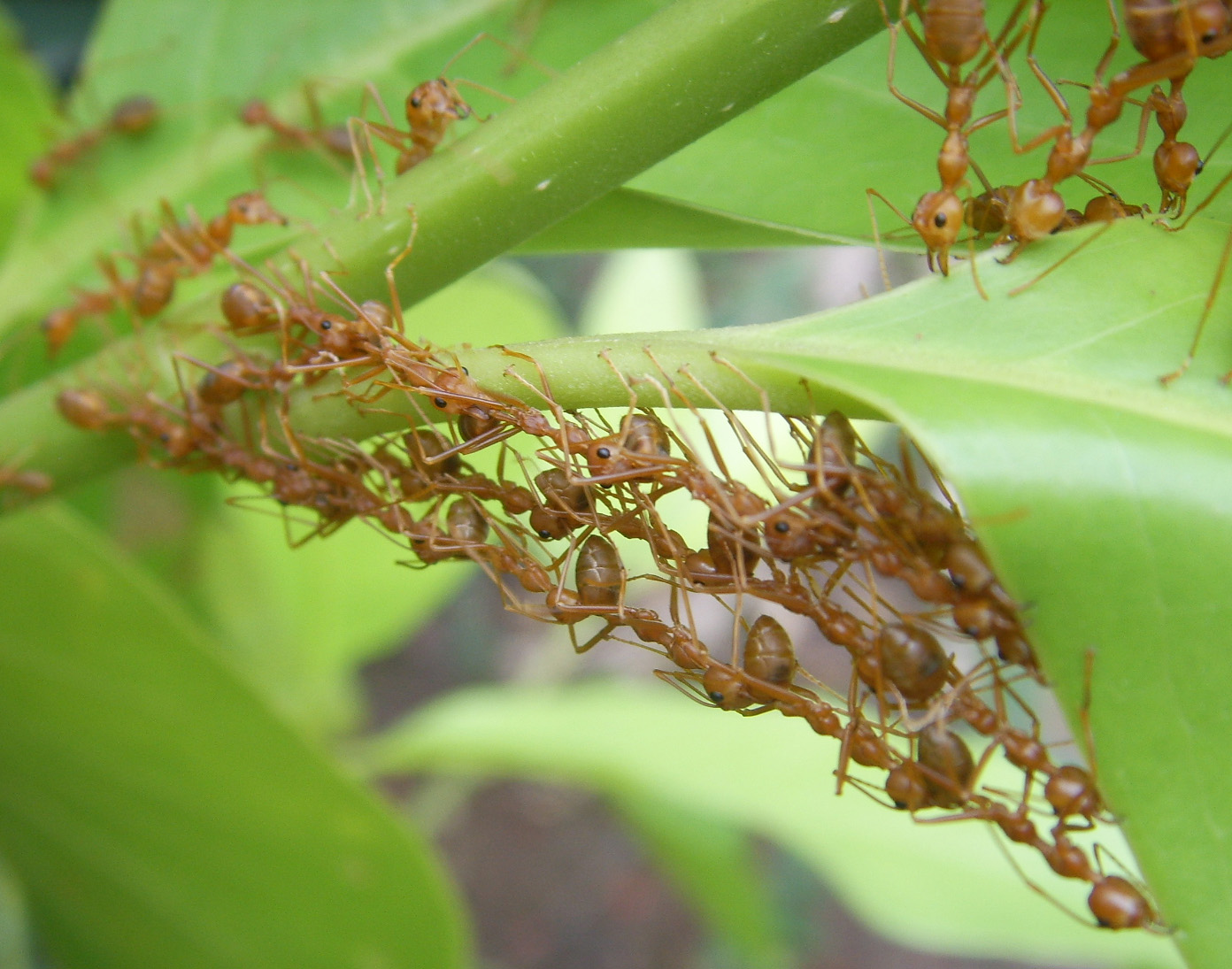
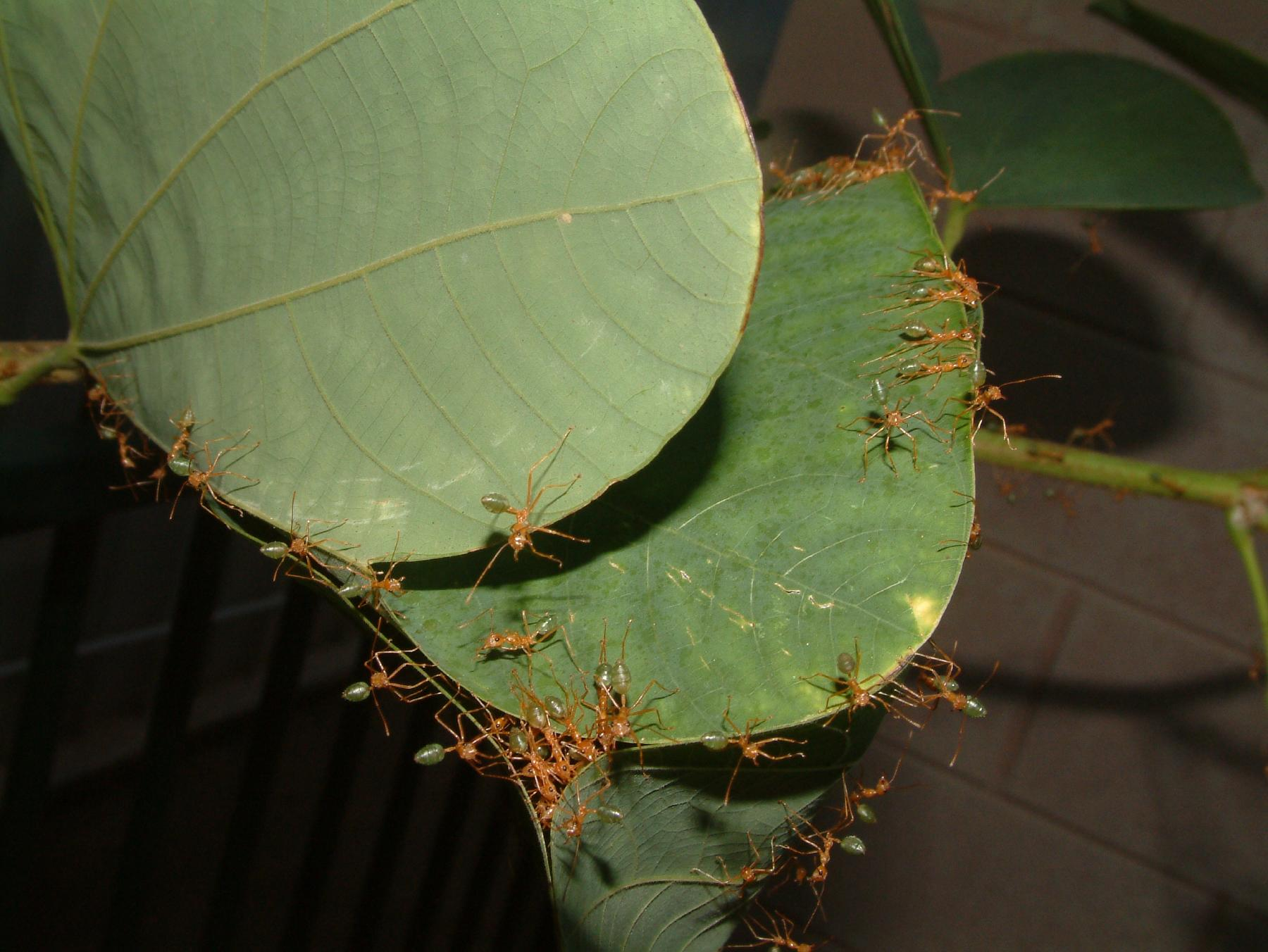
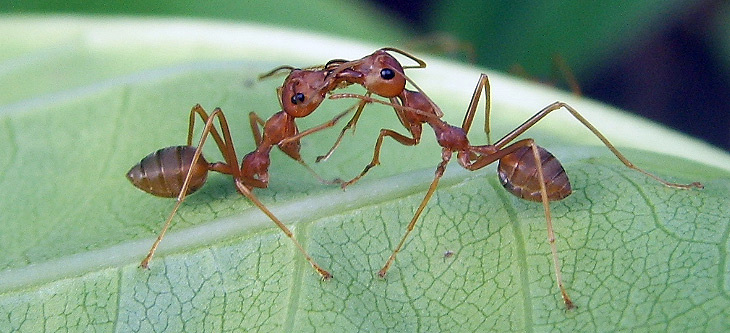